# Eik Banki
De Eik Banki was een bank op de Faeröer-eilandengroep. Sinds 2017 heet deze bank Betri Banki.
Dit was de eerste en grootste bank van de Faeröer en een van de oudste banken (opgericht in 1832) binnen het Deense Koninkrijk.
Eik Banki was voorheen bekend als Føroya Sparikassi; de naam Eik was in gebruik van 2006 tot 2017. Deze naam symboliseerde de vaste oude eik, die gedurende vele jaren een gemeenschappelijk logo voor de Deense spaarbanken is geweest.
De Deense tak van deze bank werd in oktober 2010 genationaliseerd en in december 2010 in opdracht van het Finanstilsynet verkocht. De aanleiding was een solvabiliteitsprobleem.
Het Faeröerse deel van de bank bleef bestaan, maar werd overgenomen door de holding TF uit Tórshavn. Nadat het moederbedrijf in 2017 zijn naam in Betri had gewijzigd, veranderde Eik Banki haar naam in Betri Banki. 